# Paläontologisches Museum Moskau

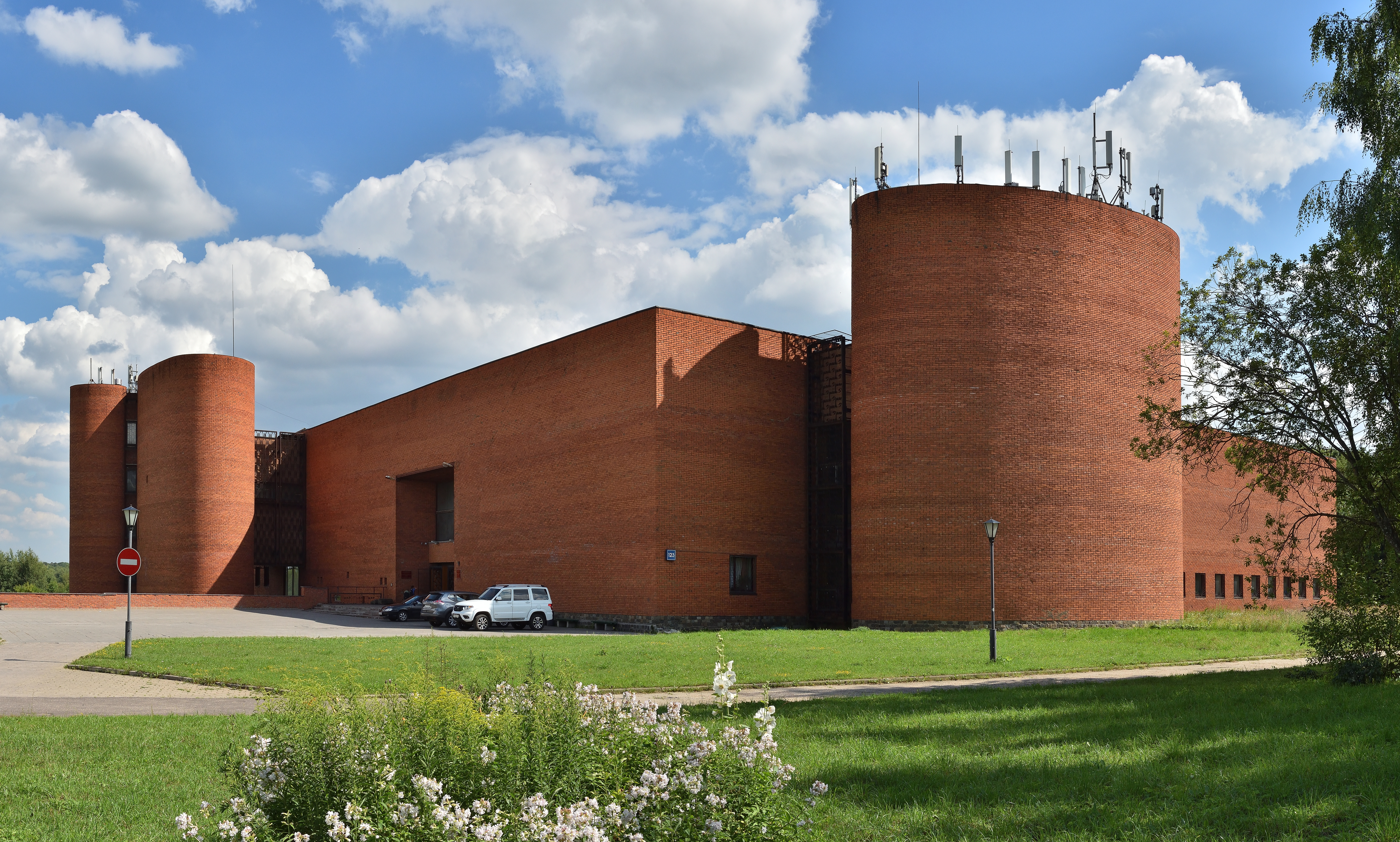
Paläontologisches Museum Moskau (2018)

Das Paläontologische Museum Juri Orlow (russisch Палеонтологический музей им. Ю. А. Орлова) ist ein Museum für Paläontologie in Moskau. Es wurde 1937 als Teil des Paläontologischen Instituts der Russischen Akademie der Wissenschaften gegründet und ist nach dessen ehemaligem Direktor Juri Orlow benannt.
Die Sammlung des Museums geht teilweise bis auf die Kunstkammer von Peter dem Großen von 1716 zurück. Im Zweiten Weltkrieg war der Bestand nach Almaty evakuiert. Das Museum wurde 1944 wieder eröffnet und 1954 aus Platzmangel erneut geschlossen.
Gelder für einen Neubau wurden offiziell 1965 genehmigt, die Bauarbeiten begannen aber erst 1972. 1987 wurde das neue Gebäude der Architekten Juri Platonow, W. Kogan, L. Jakowjenko und W. Nagich eröffnet. In dem in der Profsojusnaja-Straße 123 befindlichen Bau werden auf 4.200 Quadratmeter in sechs großen Hallen über 5.000 Exponate ausgestellt. Ausgestellt werden unter anderem Dinosaurier aus der Mongolei, Therapsiden („frühe Säugerverwandte“) aus der Region Perm und präkambrische Fossilien aus Sibirien.

## Sammlung

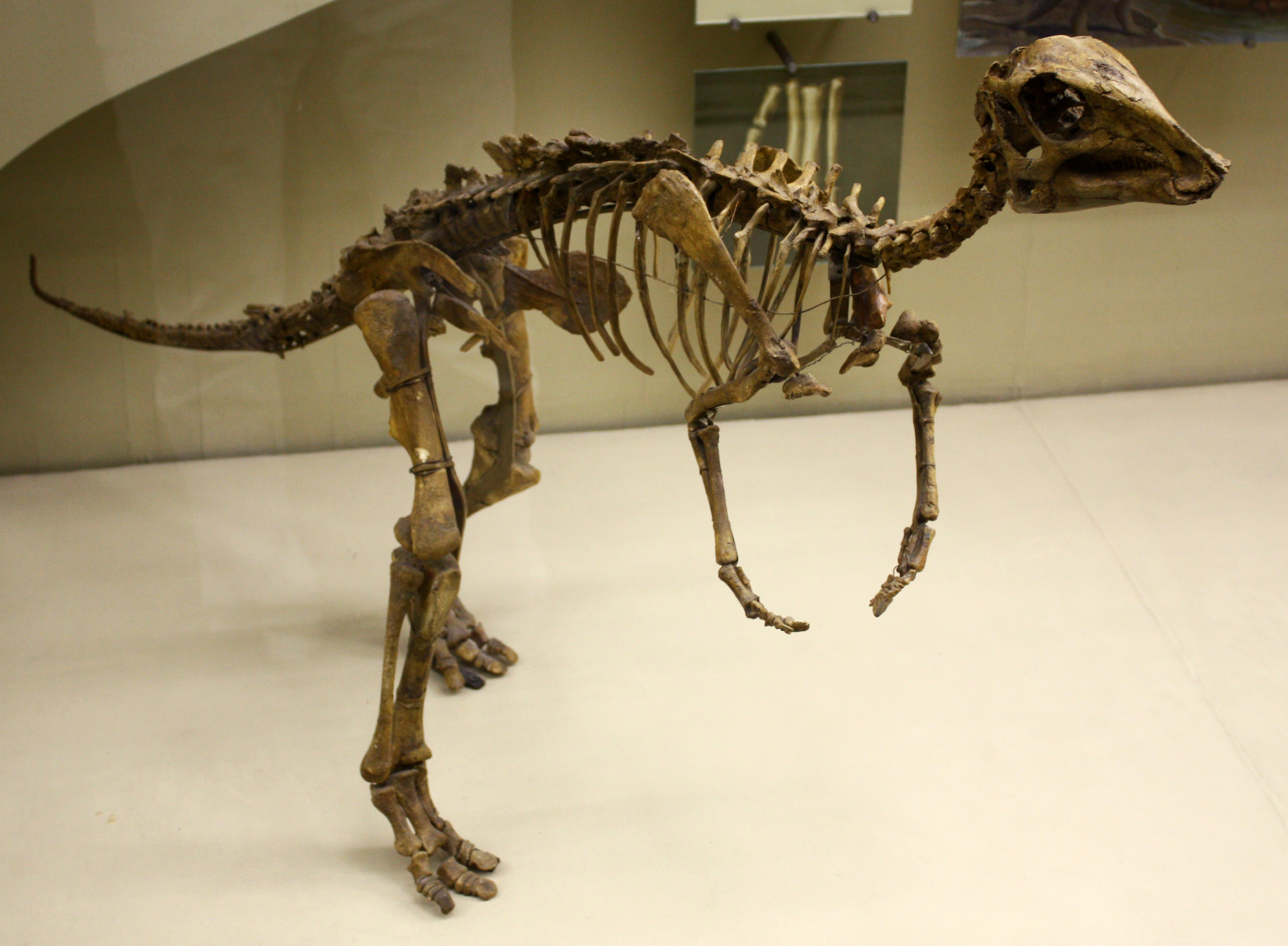
Arstanosaurus sp.
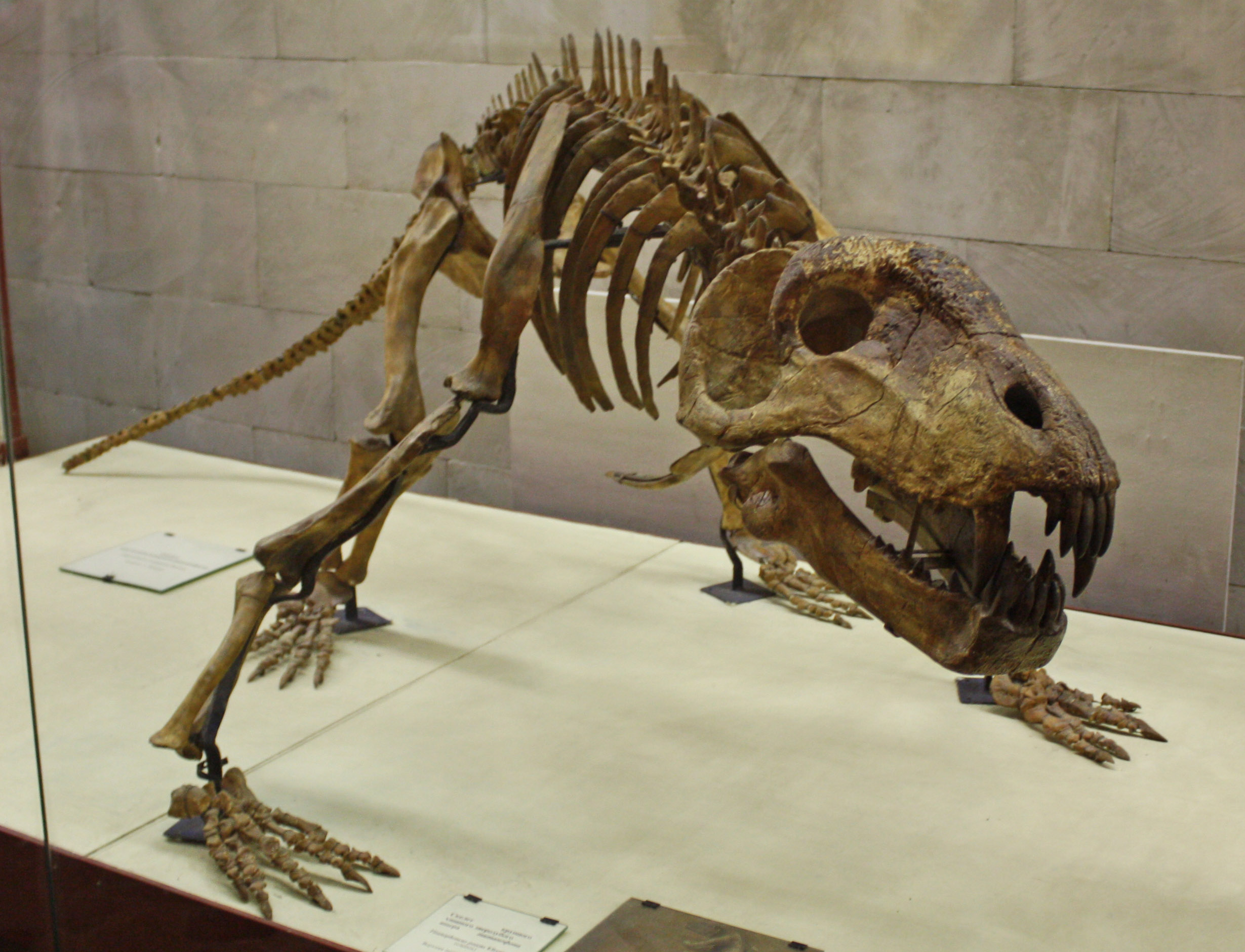
Titanophoneus potens
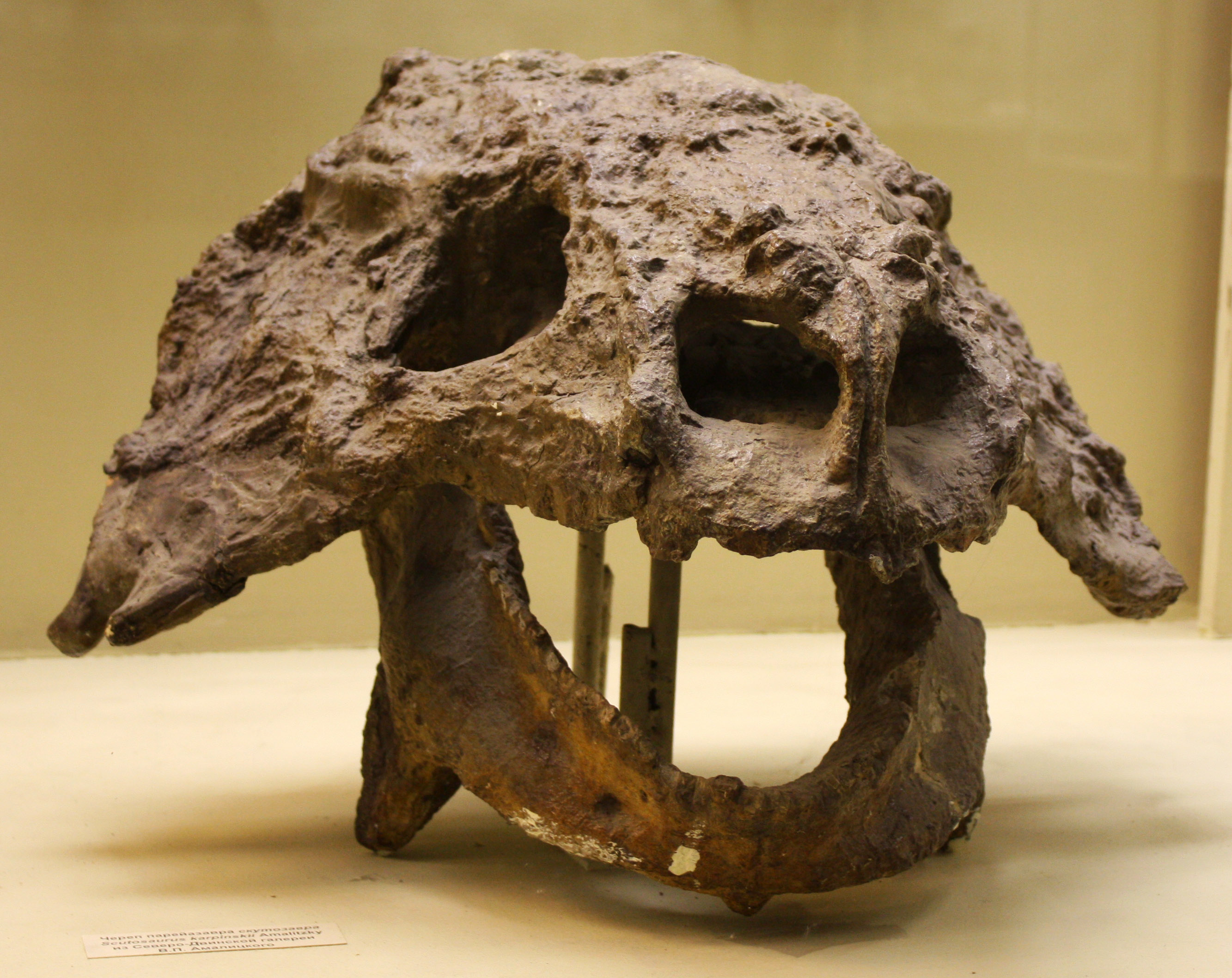
Scutosaurus karpinskii